# 飓风奥尔加
飓风奥尔加（英語：Hurricane Olga）是2001年大西洋飓风季接近尾声时形成的一场一级飓风，也是该季第15场获命名的风暴和第9场（也是最后一场）飓风。系统于11月24日经亚热带气旋发展而成，并在当天发展出热带天气系统特征。气旋接下来蜿蜒西进，于11月26日达到飓风标准。达到的最大持续风速每小时150公里的最高强度后，奥尔加转向西南并逐渐减弱成热带风暴。11月30日，系统又进一步衰退成热带低气压，但两天后又增强至热带风暴标准。12月4日，气旋在巴哈马以东消散。
奥尔加存在的大部分时间都远离陆地，所以造成的影响很小，基本只有海上几艘船只受到风暴破坏。此外，风暴残留之后还令巴哈马和佛罗里达州普降暴雨。大西洋飓风季的正式时段通常在11月底结束，奥尔加是历史上少有的12月大西洋飓风之一。

## 气象历史
11月22日，北大西洋上空的冷锋和小规模扰动相互影响，在百慕大以东形成温带低气压区，这片低气压区便是飓风奥尔加的前身，本季此前还有5个热带气旋也是经类似途径形成。低气压区逐渐增强，在中心以东发展出对流区，还形成大范围烈风强度风场。截至协调世界时11月24日凌晨0点，系统已有充分组织，因此在百慕大东南偏东方向约1450公里海域成为2001年大西洋飓风季第二号亚热带风暴。接下来，气旋中的对流有大幅增长并逐渐聚拢，还有发现出眼状特片的迹象。气象机构估计，成为亚热带气旋不到12小时后，系统就转变成热带风暴奥尔加，只是在上方的上层低气压区影响下，风暴还不完全是热带天气系统。不过，美国国家飓风中心在当时的实际操作中还要再过九小时才开始针对风暴发布公告，而且之后两天都视气旋为“第二号亚热带风暴”。
由于气旋身处更大规模的风暴内部，因此气象部门在刚开始发布公告时尚不确定奥尔加会持续多长时间。有飓风模型预计风切变会在24小时内增多，很可能导致奥尔加迅速消散。但美国国家飓风中心仍然预计风暴会持续数天之久，之后的实际发展也证实这一判断。气旋起初向东北方向移动，然后因北侧逐渐成形的高压脊影响转向西进。11月25日，由于行经洋面水温略有提高、风切变减弱、大气环境越来越不稳定，风暴开始发展出更多的热带天气系统特征，同外部更大规模的风暴分离，还发展出更加层次分明的对流带。奥尔加一度转向西南，之后又继续向西北方向前进，于11月26日中午12点升级成飓风。风暴中心此时已发展出风眼，之前的大范围风场也已收缩。达到飓风强度之际，奥尔加在逐渐逼近的低压槽影响下朝西北方向移动。随着外流增多，风眼变得越来越清晰，气旋于11月27日达到风力时速150公里，最低气压973毫巴（百帕，28.73英寸汞柱）的最高强度。达到最高强度后，飓风同与西风带分离的大规模气旋式环流相互影响，移动路线在百慕大以东约730公里洋面形成两个圆环。

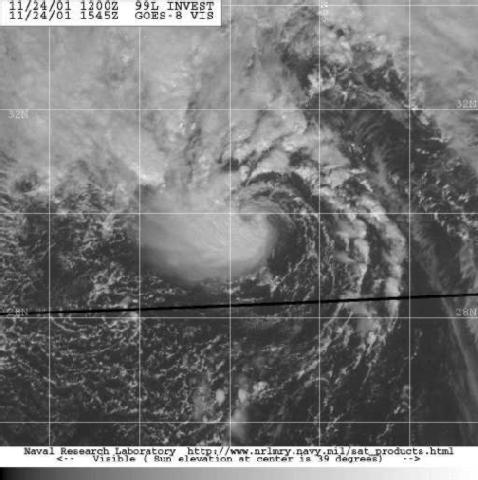
11月24日亚热带风暴奥尔加的卫星图像

完成移动路线上的第二个环路后，风暴于11月28日因西北方向有高压脊形成而转向西南，并在几乎同一时间开始因强烈风切变的影响而稳步减弱，对流也逐渐同环流分离。奥尔加的中心逐渐暴露，风眼结构变得混乱，于11月29日降级成热带风暴。随着雷暴急剧瓦解，气旋迅速弱化，奥尔加的强度于11月30日进一步下滑至热带低气压标准。美国国家飓风中心预计风暴会继续衰退直至消散，但也认为气旋接下来会进入风切变减少、水温升高的海域，更有利于热带天气系统发展。2001年大西洋飓风季于11月30日正式结束，但12月1日时奥尔加仍属热带气旋。系统继续产生小范围深层对流，美国国家飓风中心的气象学家对此表示：“奥尔加……现在……仍在热带气旋状态下顽强坚持。”热带低气压行进至特克斯和凯科斯群岛东北方向约385公里洋面，然后因低压槽致使高压脊出现薄弱点而转向北上。接下来气旋行经海域风切变减少，中心上空重新发展出深层对流，奥尔加也在12月2日再度增强成热带风暴。
再度成为热带风暴后，气旋的雷暴在距中心约160公里处组织成雨带，这种情况通常在亚热带气旋中更加常见。12月2日晚，风暴结构已类似飓风，中心有风眼存在，虽然对流仍然不强，但奥尔加的风速还是提高到每小时72公里。美国国家飓风中心此时难以确定风暴接下来会继续增强至接近飓风标准还是快速减弱。最终，逐渐逼近的低压槽迫使气旋向东移动，同时还令风切变增多，导致奥尔加逐渐弱化。12月4日，风暴已失去大部分对流并再度降级成热带低气压。当天晚上，系统环流在北侧形成的高压脊影响下转向东南，奥尔加随后在巴哈马拿骚以东约1110公里洋面退化成残留低气压区。残余环流转向南下，之后又改朝西面前进，移动路线又形成环路，最终在经过巴哈马后于12月7日在古巴北岸沿线消散。

## 防灾措施和影响
11月24日，美国国家飓风中心的气象学家开始针对奥尔加发布公告，预计风暴会对大西洋货运航线构成威胁。气旋沿途有多艘船只遭遇3.7米或更高的大浪。“马纳纳·特雷斯号”（Manana Tres）轮船测得989毫巴（百帕，29.2英寸汞柱）的气压值，该船还受到结构性破坏。
百慕大气象局向小型船只发布大风和地方海况警报。当地举办的世界游艇帆船赛在奥尔加的威胁下被迫取消，但岛上所受破坏程度很轻。受气旋影响，岛上连续多日的风速达到每小时56至72公里，还有3.7至6.7米的巨浪，但没有报导表明百慕大因此受到任何破坏。飓风还令美国东岸、巴哈马以及距离遥远的小安的列斯群岛近海波涛汹涌。瓜德罗普附近的一个浮标测得3.7米高的大浪。佛罗里达州多个海滩被大浪侵蚀，对弗莱格勒县两户民居的地基构成威胁。此外，奥尔加的残留之后还令巴哈马、古巴和佛罗里达州南部普降暴雨。